# Triplectides acutobeccatus
Triplectides acutobeccatus är en nattsländeart som beskrevs av Yang och Morse 2000. Triplectides acutobeccatus ingår i släktet Triplectides och familjen långhornssländor. Inga underarter finns listade i Catalogue of Life.